# Прокупац
Прокупац је српска аутохтона сорта винове лозе (лат. Vitis vinifera) која се користи за прављење ружичастих и црвених вина, затим за купажирање као и за производњу лозоваче и вињака.

## Синоними
Бројни синоними су резултат дуге традиције и широке распрострањености на балканском подручју. Посебно се издвајају: Црнка, Дарчин, Каменичарка, Мајски чорни (Русија), Неготинско Црно, Никодимка, Рекавац, Рековачка Црнка, Рскавац, Скопско Црно (Северна Македонија), Зарчин (Бугарска), Тöрöк кадарка (Мађарска).

## Историјат
Прокупац, звани и рскавац је сорта стара око 1.000 година. Постоје записи који указују на то да се ова сорта гајила у време цара Лазара. У једној од повеља кнегиње Милице из 1395. године у којој се потврђује да она поклања виноград манастиру Светог Пантелејмона на Светој Гори стоји прво помињање словенског имена Прокупља, али и указивање да је тај крај богат виновом лозом што потврђују бројни записи путописаца који су се у то доба кретали путем од Цариграда ка Риму. Процењује се да је топлички регион у то време имао око 5.000 ha винограда, док је данас то свега 765 ha. Ипак, прокупац се из постојбине проширио у оближњу Жупу где га и данас има највише. Према историјским и археолошким изворима Жупа заузима значајно место у вековној традицији српског виноградарства и винарства већ више од 3.000 година. У писаним документима први пут се помиње још 1196. у Студеничкој повељи, где стоји записано да је жупан Стефан Немања манастиру Студеници даровао виноградарска села у Жупи. Некада су и три највећа српска манастира Хиландар, Студеница и Жича, кроз читав средњи век имали своје винограде и подруме вина у Жупи. Славни српски кнез Лазар имао је у Жупи своје подруме у пољани Крушевица. Вино је у Жупи вековима било знак моћи, богатства, власти, али и извор опстанка. Пили су га келтски ратници, римски легионари, византијски стратези, српски жупани и цареви, епископи и архиепископи, па чак и турски бегови.

## Географска заступљеност
Прокупац носи назив „краљ Жупе” јер је ту на неки начин постао и опстао. Историјски посматрано, у доба највеће славе је као црвена сорта владао Србијом, али и већим регионима Бугарске. У доба кад му је запретило истребљење, било га је углавном у Жупи и нешто према Смедереву, док се последњих година сади све више у Топличком округу и зракасто шири, од Жупе, ка смедеревском виногорју, али и на исток и југ Србије. Има га на Косову и Метохији, а местимично и у Војводини. Масовно се гаји у Северној Македонији, у мањем обиму у Бугарској и спорадично у Русији.

## Ботанички опис
- Бујност – развија веома бујан чокот са усправним ластарима.
- Врх младог ластара је беличасто сиве боје, повијен, маљав.

- Зрео ластар је средње дебљине или дебео, са кратким или средње дугачким интернодијама љубичасте боје. Боја коре ластара је црвенкаста.
- Зимско окце ове сорте је средње развијено, конусно, покривено тамним љуспама.
- Развијени лист је велик, цео или троделан, са доста плитким горњим латералним урезима. Лиска је плитко олучаста, тамнозелена, мрежасто наборана и мекана. С лица листа има ретке и једва видљиве паучине длачица, док је наличје обрасло средње густим сивим маљама. Нерви су са обе стране зелени, са наличја добро истакнути и чекињасто маљави. Зупци су различите величине, прилично заобљени.
- Петељка је осредње дебљине и дужине, мало ребраста, зелена и делимично љубичаста.
- Цвет је морфолошки и функционално хермафродитан са 5-6 прашника, који су нешто виши по положају у односу на добро развијен тучак, флашастог облика.
- Бобица је средње крупна, округла, тамноплаве боје покожице, са обилним пепељком, сочна, без израженог мириса и пријатног је укуса.
- Грозд је средње величине, ређе велики, цилиндрично купастог облика, средње збијен. Маса грозда значајно варира у зависности од варијетета и клонова од 150 до 300g. Грозд се најчешће налази на четвртом и петом коленцу родног ластара. Петељка грозда је кратка и зељаста.[5]

## Агробиолошке карактеристике
- Епоха сазревања – грожђе сазрева између III и IV епохе. Веома позна сорта са дугом вегетацијом.
- Коефицијент родности – веома висок, креће се у интервалу од 1.3 до 1.6.
- Принос грожђа – веома приносна сорта. Приноси грожђа варирају од 15.000 до 20.000 kg/ha.
- Резидба – одговара му кратка резидба. Кондири се орезују на 2 – 3 окца.
- Узгојни облици – сви на којима се може применити кратка резидба. У старим виноградима гаји се уз колац или без њега, јер то омогућују чврсти и усправни ластари.
- Типови земљишта – најбоље резултате даје на сувим, пропусним, растреситим, каменито-шљунковитим, умерено плодним и топлим земљиштима.
- Отпорност према криптогамским болестима – средње је отпорна према пепелници, а веома осетљива на пламењачу. Према сивој плесни има изражену отпорност.
- Отпорност према ниским температурама – средње је отпорна на зимске мразеве. Окца измрзавају на – 16 °C.
- Афинитет према лозним подлогама – од лозних подлога препоручују се:Berlandieri X Riparia kober 5BB, Teleki 8B, Š X B 41B, SO4, Rupestris du Lot и др.[5]

## Важније уволошке карактеристике
| Састав грожђа | ()          |
| ------------- | ----------- |
| Маса грозда   | 130 – 300   |
| Маса бобица   | 90 – 193    |
| Маса шепурине | 4.10 – 6.69 |

| Састав бобице | ()             |
| ------------- | -------------- |
| Маса покожице | 6.53 – 10.40   |
| Маса семена   | 4.87 – 6.40    |
| Маса меса     | 85.20 – 181.94 |

| Структура грозда | (%)           |
| ---------------- | ------------- |
| Шепурина         | 2.45 – 4.72   |
| Покожица         | 3.38 – 8.17   |
| Семе             | 2.52 – 4.59   |
| Месо             | 70.30 – 90.75 |
| Скелет           | 6.73 – 10.37  |

## Технолошке и органолептичке карактеристике шире и вина

### Карактеристике шире
Шира садржи 18-22% шећера и 6-7 g/l укупних киселина. Безбојна је. При јачем цеђењу грожђа добија се шира розикасте боје. Укус и мирис пријатан. Принос сока 65-70%.

### Карактеристике вина
Вино садржи 11-13% алкохола и 5-6 g/l укупних киселина. Веома питко, освежавајуће, црвене или рубин црвене боје, неутралног мириса. При дужем стајању на комини, због излучивања танинских материја, вино постаје горко. Ако се кљук са широм држи 24 часа неоцеђен добија се познато вино ружица. Одлежавањем вино добија на квалитету.